# Ebbets Field
Ebbets Field était un stade de baseball des Ligues majeures de baseball situé à New York dans l'arrondissement de Brooklyn.
De 1913 à 1957, l'équipe des Dodgers de Brooklyn y joue ses rencontres avant le déménagement de la franchise pour Los Angeles en 1958. Deux équipes de football américain de la NFL ont aussi joué dans ce stade : les Lions de Brooklyn (en 1926) et les Dodgers de Brooklyn (de 1930 à 1944).

## Histoire
Ebbets Field était construit sur le terrain délimité par Bedford Avenue, Sullivan Place, McKeever Place et Montgomery Street (Vue aérienne actuelle sur Google Maps). À partir de 1908, Charles Ebbets, le propriétaire des Dodgers, achète progressivement les parcelles du terrain dans le but d'y construire un nouveau stade pour son équipe. Il finance la construction du stade en vendant la moitié de ses actions dans le club. La construction d'un budget de 750 000 USD, débute le 14 mars 1912. Les plans sont de l'architecte Clarence Randall Van Buskirk. Le stade a une capacité de 18 000 places à ses débuts. La tribune principale couverte à deux niveaux s'étend entre la limite du champ droit et le 3e but. Une tribune basse non couverte prolonge la tribune principale jusqu'à la limite du champ gauche. L'entrée des spectateurs se fait par une rotonde de 24 mètres de diamètre dallée en marbre. Sur le sol, on trouve une mosaïque représentant une balle de baseball avec le nom du stade l'entourant. Un chandelier à 12 branches en forme de battes portant chacune un globe en forme de balle de baseball est suspendu au plafond en forme de dôme culminant à plus de 8 mètres de hauteur. Les entrées vers les tribunes se font par 12 tourniquets. Les billets sont vendus à l'un des 12 guichets.
Le stade ouvre le 9 avril 1913 en remplacement du vieux Washington Park. Devant 15 000 spectateurs, les Phillies de Philadelphie battent l'équipe locale sur le score de 1-0.
Avant 1920, La première extension du stade est une tribune bordant le champ extérieur. Elle n'est utilisée que lors des rencontres affichant complet. En 1929, la tribune de presse est aménagée derrière le marbre. Elle est accrochée sous le plafond du premier niveau.
En 1931, le deuxième niveau des tribunes est prolongé jusqu'au champ centre. Les trois-quarts du stade sont alors couverts. Le tableau de score est installé sur le mur du champ droit.
Sous la direction du gérant Wilbert Robinson, les Dodgers (surnommée Robins à l'époque d'après le nom du gérant) vont remporter deux titres de Ligue nationale en 1916 et 1920. Après deux décennies de vaches maigres au niveau des résultats, les propriétaires de la franchise engagent Larry MacPhail au poste de directeur gérant en 1938. Auparavant à Cincinnati, MacPhail avait innové en 1935 en organisant la première rencontre de baseball en nocturne en Ligue majeure. Après des travaux d'aménagement du stade, la première rencontre en nocturne à Ebbets Field est jouée le 15 juin 1938 entre les Dodgers et les Reds de Cincinnati.
Le 26 août 1939, la première rencontre de baseball télévisée est retransmise depuis Ebbets Field lors d'une victoire des Dodgers contre Cincinnati.
En 1941, après une saison à 100 victoires et un titre de Ligue nationale, les Dodgers perdent en Série mondiale contre les Yankees de New York.
En 1943, Branch Rickey remplace MacPhail, appelé par les obligations militaires. Rickey développe le système de formation des Dodgers à travers des partenariats (affiliations) avec des clubs de ligues mineures. Il est surtout connu pour avoir signé un contrat avec Jackie Robinson le 23 octobre 1945. Après une saison dans les rangs des Royaux de Montréal en 1946, Jackie Robinson est le premier joueur noir à évoluer en Ligue majeure depuis l'interdiction imposée à la fin du XIXe siècle. Le 15 avril 1947 à Ebbets Field, lors de la première rencontre de la saison, Robinson ne frappe pas de coup sur, mais marque le point de la victoire pour les Dodgers face aux Braves de Boston. Il remporte le premier trophée de Recrue de l'année à la fin de la saison 1947.
Le 12 juillet 1949, le match des étoiles de la MLB est organisé à Ebbets Field. Les meilleurs joueurs de la Ligue américaine s'imposent 11 à 7 face aux meilleurs joueurs de la Ligue nationale.
En 1955, les Dodgers s'imposent enfin face aux Yankees de New York lors de la série mondiale en 7 rencontres. Après 5 séries mondiales perdues face à cette même équipe (1941, 1947, 1949, 1952 et 1953), la franchise conquiert son premier titre, le seul gagné à Brooklyn.
Les Dodgers sont alors victimes de leur succès, de nombreux supporters ne pouvant assister aux rencontres en raison de la faible capacité du stade (32 000 places à l'époque) et du manque de places de stationnement. Walter O'Malley, le propriétaire depuis 1950, essaye de persuader les autorités locales de construire un stade couvert. Devant le refus qui est opposé à sa proposition, il décide de déménager son équipe. Pendant ses deux dernières saisons à Brooklyn, l'équipe joue 15 rencontres au Roosevelt Stadium de Jersey City, dans le but de forcer la construction du nouveau stade à Brooklyn.
Finalement, les Dodgers jouent leur dernière rencontre à Ebbets Field le 24 septembre 1957. Ils déménagent à Los Angeles la saison suivante en même temps que leurs rivaux, les Giants de New York, qui s'installent à San Francisco.
La démolition du stade débute le 23 février 1960. Des immeubles d'habitation sont construits sur le site après sa destruction. Une plaque commémorative est située à l'angle de Bedford Avenue et de Sullivan Street.
L'ensemble d'appartements a été rebaptisé Jackie Robinson Apartments en 1972, année de la mort de Robinson et l'école primaire sur McKeever Street porte aussi le nom de Jackie Robinson.

## Héritage

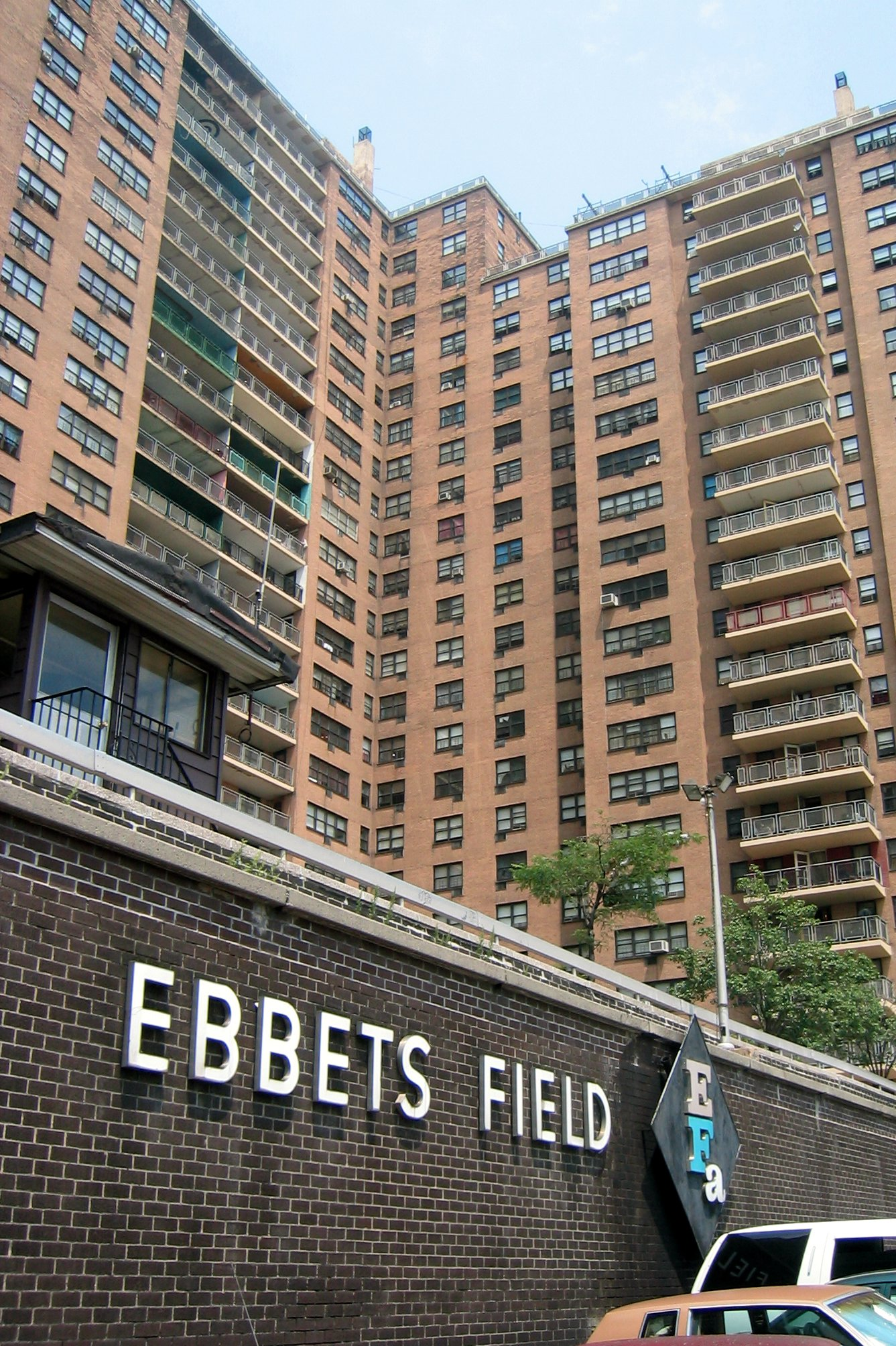
Ebbets Field Apartments

Ebbets Field est devenu l'une des icônes de ce que certains considèrent comme l'âge d'or du baseball aux États-Unis. Sa destruction est le symbole de 'l'innocence perdue' d'une période révolue. Son influence sera visible dans l'architecture du futur stade des Mets de New York. La façade extérieure de l'entrée du Citi Field sera la réplique de celle d'Ebbets Field et la rotonde sera baptisée en l'honneur de Jackie Robinson.

## Capacité
| Année | Capacité |
| ----- | -------- |
| 1913  | 18 000   |
| 1924  | 26 000   |
| 1926  | 28 000   |
| 1937  | 35 000   |
| 1938  | 32 000   |
| 1940  | 34 219   |
| 1941  | 34 000   |
| 1946  | 32 000   |
| 1952  | 31 902   |

## Dimensions
- 1913 (estimations)
  - Poteau de champ gauche : 127,7 m (419 pieds)
  - Profondeur du champ centre : 145,4 m (477 pieds)
  - Poteau de champ droit : 91,7 m (301 pieds)
- De 1932 à 1947
  - Poteau de champ gauche : 106 m (348 pieds)
  - Profondeur du champ centre : 124 m (407 pieds)
  - Poteau de champ droit : 90,5 m (297 pieds)
- De 1948 à 1957
  - Poteau de champ gauche : 106 m (348 pieds)
  - Profondeur du champ centre : 114,6 m (376 pieds)
  - Poteau de champ droit : 90,5 m (297 pieds)